# ترينيتيه - ديتيان دورف (مترو باريس)
ترينيتيه - ديتيان دورف (بالفرنسية: Trinité – d'Estienne d'Orves)‏ هي محطة مترو تابعة لمترو باريس تقع في فرنسا في الدائرة التاسعة في باريس.[بحاجة لمصدر]